# Leonyid Boriszovics Kogan
Leonyid Boriszovics Kogan (oroszul: Леонид Борисович Коган; Dnyepropetrovszk, 1924. november 24. – Mityiscsi, 1982. december 17.) szovjet-ukrán hegedűművész és hegedűtanár.

## Élete, munkássága
Leonid Kogan 1924. november 14-én született Dnyepropetrovszkban (ma Dnyipro), Ukrajnában. Apja fényképész volt, emellett amatőr hegedűs. Felismerve fia tehetségét, hatéves korában elkezdte zenei taníttatását: hegedűórákat vett Filipp Jampolszkijtól (1874–1957), Auer Lipót tanítványától. A gyermek továbbfejlődése érdekében a család 1934-ben Moszkvába költözött, és Abram Jampolszkijnál (1890–1956) folytatta tanulmányait a Központi Zeneiskolában 1943-ig, majd 1948-ig a Moszkvai Csajkovszkij Állami Konzervatóriumban. (Filipp és Abram Jampolszkij között nincs családi kapcsolat, de mindketten Auer-tanítványok voltak.) Kogan végzése után 1951-ig még posztgraduális tanulmányokat folytatott a konzervatóriumban.
1934-ben Jasha Heifetz adott néhány koncertet Moszkvában, és ezek nagy hatással voltak Koganra. Ezt nyilatkozta: „Minden koncertjén ott voltam. … minden hangjára emlékszem, amit játszott. Ő volt az ideális művész számomra”. Tizenkét éves korában hallotta őt játszani Moszkvában Jacques Thibaud, és nagyszerű jövőt jósolt számára. Hangversenyen 1941-ben, 17 éves korában mutatkozott be: Brahms D-dúr hegedűversenyét játszotta a Moszkvai Konzervatórium nagytermében, a kísérő zenekar a Moszkvai Filharmonikus Zenekar volt. Ezután nagy hazai koncertturnéra indult, a Szovjetunió sok városában fellépett.
1947-ben részt vett az első, Prágában megrendezett Világifjúsági találkozón, ahol megosztott első díjat nyert. 1951-ben első díjat nyert a brüsszeli Queen Elizabeth-versenyen, ahol a döntőben Paganini 1. hegedűversenyét játszotta (Sauret híres és nehéz kadenciájával). David Ojsztrah, aki Jacques Thibaud-val együtt a zsűri tagja volt, ezt követően kollégának tekintette Kogant. Versenygyőzelmével megkezdődött nemzetközi karrierje. 1955-ben Párizsban és Londonban, majd Dél-Amerikában és az Egyesült Államokban adott koncerteket. 1958-ban nagy sikerű koncertet adott a Pierre Monteux által dirigált Bostoni Szimfonikusokkal (Brahms: Hegedűverseny). Koncertkörútjain a világ legrangosabb hangversenytermeiben lépett fel, a legelismertebb zenekarok és karmesterek kíséretével.
1952-ben kezdett tanítani a moszkvai konzervatóriumban, 1953-ban professzornak, 1969-ben a hegedű tanszak vezetőjének nevezték ki. Később, 1980-ban meghívták az olaszországi Sienába, az Accademia Musicale Chigianába is tanítani.
Leonid Kogan 1982-ben, ötvennyolc éves korában halt meg. Moszkvából utazott egy jaroszlavli koncertre, a vonaton szívrohamot kapott és elhunyt.
Kogan Emil Gilelsz húgát, a szintén koncerthegedűs Jelizaveta Gilelszt vette feleségül. Fiuk, Pavel Kogan (1952) is világhírű hegedűs és karmester lett, lányuk, Nyina Kogan (1954) koncertzongorista lett, aki már fiatalon apja szonátapartnerévé vált.

## Művészete
Leonyid Kogan a 20. század legnagyobb hegedűsei közé számít, az orosz hegedűiskola egyik legragyogóbb képviselője. Briliáns és lenyűgöző hegedűművész. Gyakran kerülte a nyilvánosságot, a reflektorfényt, emiatt kissé hátrébb szorult David Ojsztrah mögött, akit ráadásul a Szovjetunió jobban is támogatott. Kogannak két Guarneri del Gesù hegedűje volt: az 1726-os ex-Colin és az 1733-as ex-Burmester, és ezekhez Dominique Peccatte francia vonókat használt. Ezek a hangszerek nem a saját tulajdonai voltak, hanem az állam biztosította számára.
Tizennyolc versenymű volt a repertoárján, és számos kortárs zeneszerző írt számára műveket. Ő volt az első szovjet művész, aki eljátszotta Berg Hegedűversenyét. A szóló- és versenyműveken kívül kedvelte a kamarazenét is. Ezért pályafutása során két hegedű-zongora-cselló triót is alakított. Az első volt a fajsúlyosabb: Emil Gilelsz zongorázott  és Msztyiszlav Rosztropovics csellózott az együttesben, és együttműködésük évei alatt számos kiváló, ma is keresett hangfelvételt készítettek. Többek között Beethoven-, Schumann-, Csajkovszkij-, Saint-Saëns- és Brahms-műveket játszottak. A második trió a karmester Jevgenyij Szvetlanov (zongora) és Luzanov (cselló) közreműködésével állt össze.
Kogan hegedűjátékát az egyenletes, telt hangzás jellemezte, amit – kiváló jobbkar-technikájának köszönhetően – még a magas állásokban el tudott érni, ez biztosította technikájának tévedhetetlenségét is. Előadásmódjára a virtuozitás mellett a nagyfokú érzékenység jellemző. Érdekes, hogy a hegedűjén acélhúrokat használt (egyes források szerint alkalmanként, legalábbis részben, bélhúrokat is használt) és a vonója íjszerű kiképzésű volt (szemben a kor más hegedűseivel). Ez adta számára azt a hangzást, ami a tisztaságot, a fényességet és az erőt jelentette. Gyors, diszkrét vibratója édes, mégis átható hangot biztosított hegedűhangjának.

## Elismerései
- 1947 – Prágai VIT megosztott első díja
- 1951 – Brüsszeli Queen Elisabeth verseny első díja
- 1955 – Orosz Szovjet Szövetségi Szocialista Köztársaság tiszteletbeli művésze
- 1964 – Orosz Szovjet Szövetségi Szocialista Köztársaság népművésze
- 1965 – Lenin-díj
- 1966 – Szovjetunió népművésze
- 1974 – Lenin-rend
- ? Munka Vörös Zászló Érdemrendje

## Felvételei
Válogatás a Discogs és az AllMusic nyilvántartásából.

| Megjelenés | Tartalom                                                                                                 | Közreműködők | Kiadó                        |
| ---------- | --- | --- | ---------------------------- |
| 1952       | Hacsaturján: Hegedűverseny                                                                               | Bolsoj Szimfonyicseszkij Orkesztr Vszeszojuznovo Ragyio, Aram Hacsaturjan | Aprelevszkij Zavod           |
| 1953       | Csajkovszkij: Hegedűverseny                                                                              | Bolsoj Szimfonyicseszkij Orkesztr Vszeszojuznovo Ragyio, V. V. Nyebolszin | Aprelevszkij Zavod           |
| 1953       | Haydn: Trió, No. 17; Beethoven: Trió No. 9                                                               | Emil Gilelsz, Msztyiszlav Rosztropovics | Leningradszkij Zavod         |
| 1953       | Wieniawski: Fantázia Gounod: Faust című operájának témájára; Vieuxtemps: 5. hegedűverseny                | Gosz. Szimf. Orkesztr SZSZSZR, Vlagyimir Gyegtyarenko, Kirill Kondrasin | Aprelevszkij Zavod           |
| 1954       | Schumann: Fantázia; Sarasate: Malaguena, Baszk capriccio                                                 | | Aprelevszkij Zavod           |
| 1954       | Brahms: Trió No. 40                                                                                      | Emil Gilelsz, Jakov Sapiro | Aprelevszkij Zavod           |
| 1955       | Bach: 1. brandenburgi verseny                                                                            | Gosz. Szimf. Orkesztr SZSZSZR, Anatolij Petrov, Alekszandr Jankelevics, Szergej Jankelevics                                                                                      | Aprelevszkij Zavod           |
| 1955       | Brahms: 1. és 2. szonáta                                                                                 | Andrej Mitnyik | Columbia                     |
| 1956       | Bach: d-moll kettősverseny, 2. szonáta (Partita No. 1), E-dúr hegedűverseny                              | Philharmonia Orchestra, Elizabet Gilelsz, Otto Ackermann | Columbia                     |
| 1957       | Brahms: D-dúr hegedűverseny                                                                              | Paris Conservatoire Orchestra, Charles Bruck | Angel Records                |
| 1958       | Beethoven: Trió No. 5                                                                                    | Rudolf Barshaj, Msztyiszlav Rosztropovics | Aprelevszkij Zavod           |
| 1959       | Beethoven: Hegedűverseny                                                                                 | Paris Conservatoire Orchestra, Constantin Silvestri | Columbia                     |
| 1960       | Lalo: Spanyol szimfónia; Csajkovszkij: Melankolikus szerenád                                             | Philharmonia Orchestra, Kirill Kondrasin | Columbia                     |
| 1964       | Sosztakovics: a-moll hegedűverseny                                                                       | Moszkvai Filharmonikus Zenekar, Kirill Kondrasin | Supraphon                    |
| 1968       | Mozart: 5., A-dúr hegedűverseny; Berg: Hegedűverseny                                                     | Bolsoj Szimfonyicseszkij Orkesztr Vszeszojuznovo Ragyio, Gennagyij Rozsgyesztvenszkij                                                                                            | Melogyija                    |
| 1971       | Mojszej Vajnberg: Hegedűverseny, 4. szimfónia                                                            | Moszkvai Filharmonikus Zenekar, Kirill Kondrasin | Melogyija, His Masters Voice |
| 1973       | Bach: Szonáták hegedűre és csembalóra, BWV 1014-19                                                       | Karl Richter | RCA                          |
| 1978       | Vieuxtemps: 5. hegedűverseny, Rondino; Ysaÿe: „Am Spinnrad” Poéma, a-moll mazurka                        | Szovjetunió Állami Akadémiai Szimfonikus Zenekara, Kirill Kondrasin, Vlagyimir Jampolszkij, Andrej Mitnyik                                                                       | Melodia-Eurodisc             |
| 1981       | Beethoven: D-dúr hegedűverseny                                                                           | Szimfonikus Zenekar, Pavel Kogan | Melogyija                    |
|            | | |                              |
| 1993       | Artist Profile: Leonid Kogan; Brahms-, Beethoven-, Csajkovszkij-hegedűversenyek, Lalo: Spanyol szimfónia | | EMI                          |
| 1996       | Hacsaturján: Hegedűverseny, Hegedűrapszódia                                                              | | Russian Revolution           |
| 2000       | Prokofjev: Alekszandr Nyevszkij; Hacsaturjan: Hegedűverseny [élő, sztereó]                               | Chicago Symphony, Reiner Frigyes; Boston Symphony, Pierre Monteux | RCA Victor                   |
| 2002       | Paganini: 1. hegedűverseny; Lalo: Spanyol szimfónia                                                      | Orchestre de la Société les Concerts du Conservatoire, Charles Bruck | Testament                    |
| 2003       | Prokofjev: 2. hegedűverseny; Csajkovszkij: Hegedűverseny, Meditáció, Melankolikus szerenád               | London Symphony Orcestra, Basil Cameron; Orchestre de la Société les Concerts du Conservatoire, André Vandernoot, Constantin Silvestri; Philharmonia Orchestra, Kirill Kondrasin | Testament                    |
| 2004       | Beethoven: Sonatas No. 3, 5, 9 [élő, 1964]                                                               | Emil Gilelsz | Doremi                       |
| 2006       | Brahms: Hegedűszonáták                                                                                   | Andrej Mitnyik | Archipel                     |
| 2008       | Haydn, Mozart, Beethoven, Csajkovszkij, Sosztakovics, Schumann, Saint-Saens, Borogyin: Triók             | Emil Gilelsz, Msztyiszlav Rosztropovics | Doremi                       |
| 2016       | Leonid Kogan – Recital Händel-, Bach-, Falla-, Ravel-, Debussy-, Sarasate-művek                          | | Meloclassic                  |
| 2017       | Hacsaturján-, Hrennyikov-, Prokofjev-, Vajnberg-, Gyenyiszov-művek                                       | Boston Symphony, Pierre Monteux; USSR State Symphony, Kirill Kondrasin; State Academic Symphony, Jevgenyij Szvetlanov; Moscow Philharmonic; Instrumental Ensemble, Pavel Kogan   | Praga Digitals               |